# Anders Jahan Retzius
Anders Jahan Retzius (Kristianstad, 3 ottobre 1742 – Stoccolma, 6 ottobre 1821) è stato un chimico, botanico ed entomologo svedese.
Entrò nell'università di Lund nel 1758 e si laureò nel 1766. Nello stesso anno ottenne la cattedra di chimica all'Università di Lund e nel 1767 quella di storia naturale. Andò in pensione nel 1812 e morì a Stoccolma nel 1821 all'età di 79 anni compiuti.